# Galium brockmannii
Galium brockmannii är en måreväxtart som beskrevs av John Isaac Briquet. Galium brockmannii ingår i släktet måror, och familjen måreväxter. Inga underarter finns listade i Catalogue of Life.